# ТІГР
ТІГР (Трієст, Істрія, Горіція, Рієка), або Революційна Організація Венеції-Джулії Т.І.Г.Р. (словен. Revolucionarna organizacija Julijske krajine T.I.G.R.) — мілітаризована антифашистська та інсургентська організація, заснована як реакція на італізацію словенців та хорватів, що проживали на колишніх австро-угорських територіях, які по завершенню Першої світової війни відійшли до складу Італії (Венеція-Джулія). Вважається одним із перших антифашистських рухів опору в Європі. Організація діяла в період з 1927 по 1941.

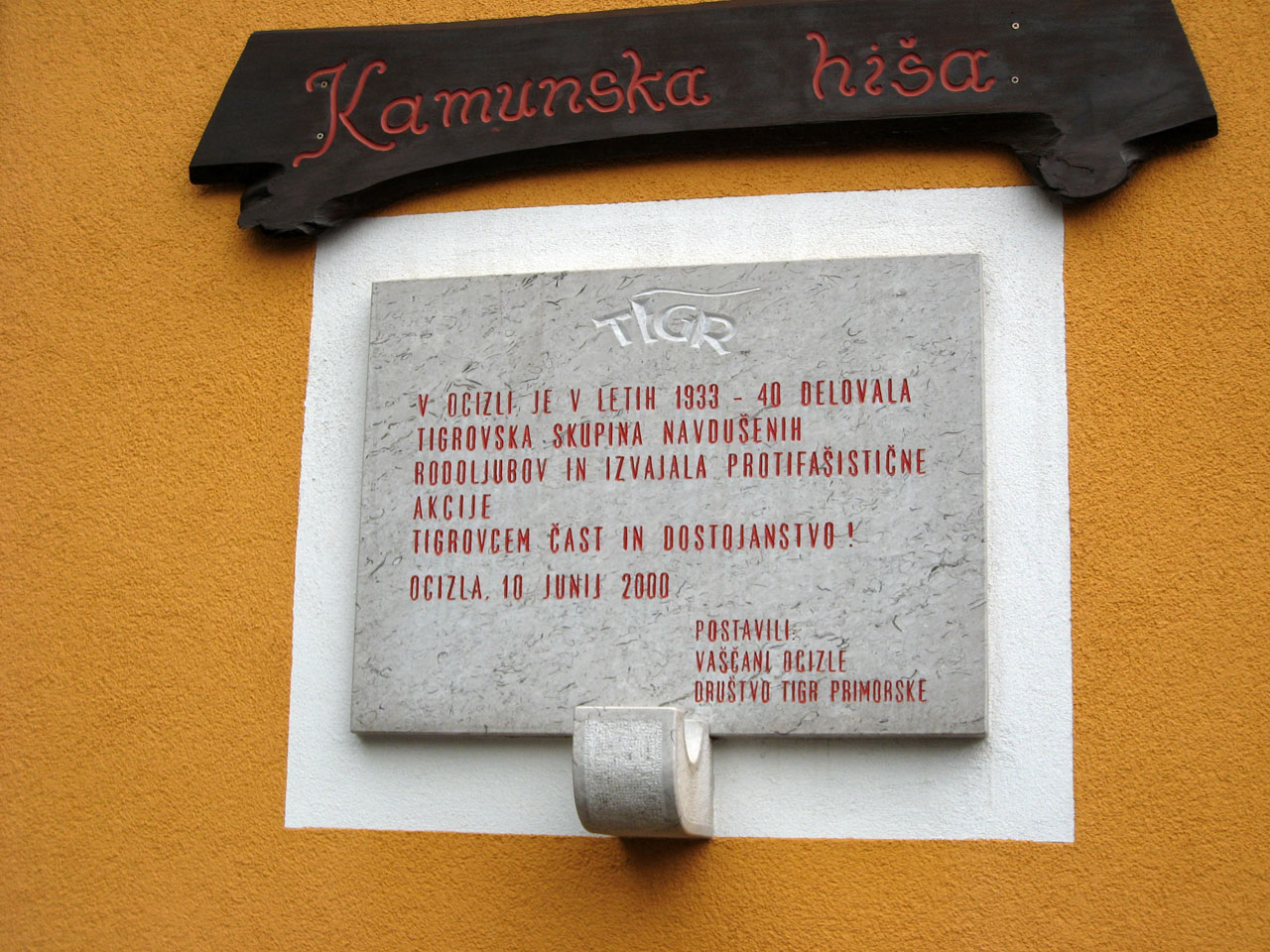
Меморіальна таблиця в Оцизлі.

## Передісторія

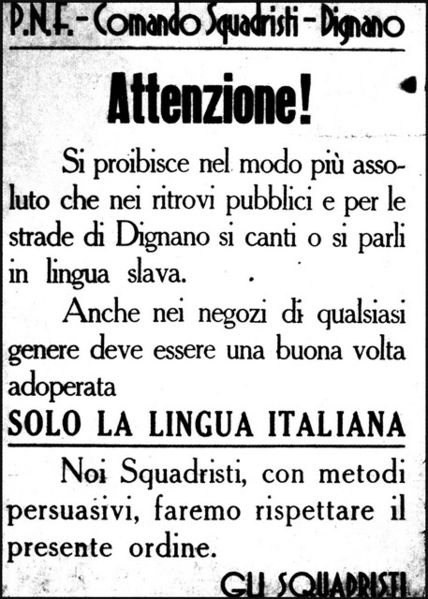
Листівка часів італізації Венеції-Джулії, що забороняє будь-яке публічне вживання слов'янських мов. Південно-західна Істрія

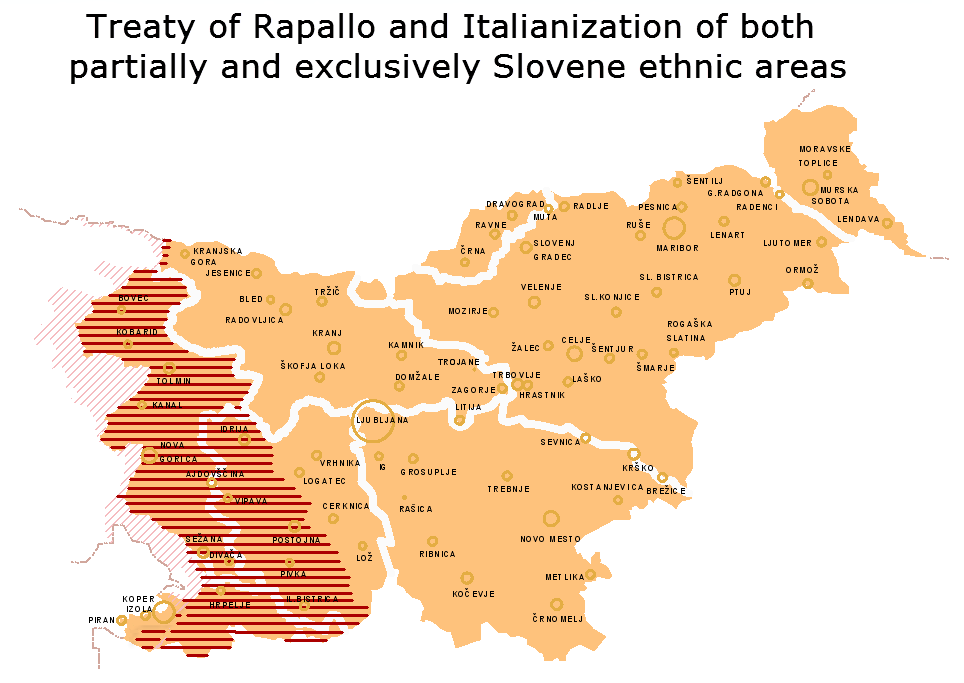
Рапалльський договір та італізація етнічних словенських територій, що становили чверть словенських етнічних територій та приблизно 327 тис. чоловік при загальній кількості 1,3 млн словенців

У той час, як Австро-Угорщина була мультинаціональною імперією, що допускала значну культурну автономію народів та етнічних груп у її складі, Італія була національною державою, уряди якої не мали наміру дозволяти існування окремих національних рухів та ідентичностей на своїй території. Проблема вживання словенської та хорватської мов у державному управлінні та системі освіти стала головним предметом суперечки між італійською владою та словенською й хорватською меншинами.
Після приходу фашистських сил до влади у 1922 антислов'янська політика стала частиною процесу італізації. У 1923 вживання слов'янських мов було заборонене в усіх публічних установах, включаючи поштові контори та громадський транспорт. У цьому ж році в результаті реформи Джентіле італійська мова стала єдиною функціонуючою у сфері освіти; у 1928 усі словенські та хорватські школи, за винятком приватних, були закриті. У 1925 вживання словенської та хорватської мов було заборонене в судах загальної юрисдикції. Були італізовані усі словенські та хорватські назви міст і поселень. До 1927 вживання словенської та хорватської мов у публічних сферах було заборонене. Дітям заборонялося давати слов'янські імена, а слов'янські прізвища були приведені до італійських стандартів. Також заборонялося робити слов'янські написи на могилах.
До 1927 були ліквідовані словенські та хорватські установи — політичні, культурні, освітні та спортивні, а також фінансові та економічні установи під управлінням хорватських та словенських меншин. Починаючи з 1928 застосовувалися також церковні обмеження стосовно хорватів та словенців, а з 1934 цим двом меншинам заборонили будь-яку участь у літургіях (включаючи співи та проповіді).
Результатом політики фашистського італійського уряду стала еміграція десятків тисяч осіб слов'янської національності — здебільшого до Югославії та Південної Америки.

## Склад та діяльність
Членами організації були радикально налаштовані словенці з Австрійського Примор'я та (у значно меншій мірі) хорвати з Істрії. Багато членів організації контактувало з югославською та британською розвідувальними службами та пройшло військові тренування. Метою організації був опір насильницькій італізації та сприяння здійсненню анексії Істрії, Словенського Примор'я та Рієки Югославією.
ТІГР здійснив декілька бомбових атак на італійській та німецькій територіях, а також ряд убивств італійських військових, поліцейських, цивільних службовців та відомих членів Національної фашистської партії Італії. Планувалося також народне повстання проти фашистського режиму, яке, однак, не було здійснене. Італійська держава трактувала ТІГР як терористичну організацію через характер дій її членів.
У 1940—41 організація була ліквідована італійським органом нагляду за антидержавними проявами (ОВРА; італ. Organo di Vigilanza dei Reati Antistatali). Багато членів ТІГРу приєдналося до Визвольного фронту словенського народу під час Другої світової війни, а після її завершення переслідувалося комуністичною владою Югославії.

## Ранні роки
Перші організовані акції опору фашистському режиму на території Венеції-Джулії були проведені в середині 1920-х у найбільш східних частинах регіону (район Постойни та Ілірської Бистриці) — біля кордону з Югославією. Місцеві словенські активісти встановили контакти з Організацією Югославських Націоналістів та здійснили перші атаки на італійських військових і поліцейських. Це були здебільшого лише поодинокі дії без належної організації та координації. Контакти між словенськими антифашистськими активістами та югославськими націоналістами незабаром зійшли нанівець через різні ідеологічні погляди.
У вересні 1927 група словенських ліберальних націоналістів на зустрічі, проведеній у районі плато Нанос (Віпава), ухвалила рішення сформувати інсургентську організацію під назвою ТІГР; назва є абревіатурою, сформованою чотирма географічними назвами (Трієст, Істрія, Горіція, Рієка). Декількома місяцями пізніше на іншій зустрічі, проведеній у Трієсті, була сформована організація під назвою Боротьба (Borba), до складу якої увійшло декілька членів з хорватської Істрії; ТІГР та Боротьба тісно співпрацювали з самого початку.
Обидві організації були сформовані здебільшого молодими словенськими прогресивними націоналістами з Трієста, Красу, Внутрішньої Крайни та району Толмин. Між 1927 та 1930 організація здійснила численні напади на членів та прихильників Національної фашистської партії (як італійців, так і словенців) та ліквідувала декількох членів репресивних органів — карабінерів, прикордонників та військових.
У Горіції організація ТІГР утримувалася від відкритих дій, натомість сконцентрувалася на пропаганді та нелегальній освітній, культурній та політичній діяльності серед суспільства. Горіційський підрозділ ТІГРу встановив тісні зв'язки з підпільною католицькою мережею, організованою християнськими соціалістами під головуванням юриста Янко Краля та священника Віргіля Щека.
В Істрії осередок ТІГРу очолював хорват Володимир Гортан. На відміну від більшості словенських осередків, група Гортана дотримувалася відкритих демонстративних дій, таких як напади на поліцейські конвої. У березні 1929 під час фашистського плебісциту в ході рейду на виборчу дільницю біля Пазина загинув сільський мешканець. Незадовго після цього Гортан був спійманий італійською поліцією та страчений.
10 лютого 1930 у головній редакції газети Il Popolo di Trieste (Народ Трієста) бійці ТІГРу заклали бомбу, від вибуху якої загинув редактор Гвідо Нері. Троє журналістів і типографів отримали поранення.
У 1930 італійська фашистська поліція викрила деякі осередки ТІГРу. Багатьох членів організації було засуджено на Першому Трієстському суді; чотирьом з них — Фердо Бідовцю, Франу Марушичу, Звоніміру Мілошу і Алоїзію Валенчичу — був присуджений смертний вирок, після чого їх було страчено в Базовиці, що неподалік Трієста.

## Реорганізація
Після судового процесу 1930 ТІГР був швидко реорганізований під керівництвом Альберта Реєця та Данила Зелена. Організація збільшила кількість членів та змінила тактику. Замість демонстративних нападів на символічних фігур та фашистські репресивні інститути вона обрала цілеспрямовані атаки на об'єкти інфраструктури та високорангових військових, міліцейські та поліцейські підрозділи. Також її члени розбудовували широку розвідувальну мережу та встановили контакти з югославською та британською розвідками. Стала більш інтенсивною пропагандистська діяльність.
Якщо у 1920-х організація мала тісні зв'язки з радикальними югославськими націоналістами, то після реорганізації у 1930-х її ідеологія стала більш «лівою». Були встановлені зв'язки з італійськими антифашистськими організаціями, до яких входила і Право та свобода (італ. Giustizia e Libertà). У 1935 ТІГР уклав угоду про співпрацю з Комуністичною партією Італії. Тим не менш ТІГР намагався залишатися мультиідеологічним, підтримуючи тісні зв'язки з місцевим словенським та хорватським духовенством та народними організаціями в Істрії та Словенському Примор'ї.
Серед усіх спланованих організацією акцій найбільш сміливою та далекосяжною, можливо, був замах на Беніто Муссоліні у 1938. Він мав бути здійсненим під час візиту Муссоліні в Кобарід. Однак члени організації відмовилися від цієї акції в останній момент — найбільш імовірно, через тиск британської розвідки, яка виступила проти цього, оскільки Муссоліні брав активну участь у перемовинах, результатом яких мало стати підписання Мюнхенської угоди.
Після приєднання Австрії до Німеччини у 1938 ТІГР розповсюдив свою діяльність на Третій Рейх, здійснюючи передусім бомбові удари по ключовим об'єктам інфраструктури — залізничним шляхам та високовольтним лініям. Такі дії привернули велику увагу фашистського режиму до ТІГРу, в результаті чого у 1940—41 більшість осередків організації була викрита.

## Після 1941

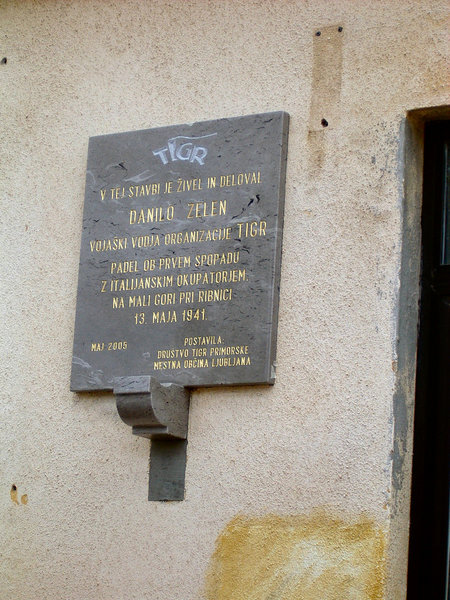
Меморіальна таблиця на честь одного з ватажків ТІГРу Данила Зелена

У 1941 декілька членів ТІГРу, підозрюваних у шпіонажі та тероризмі, постали перед Другим Трієстським судом. Четверо з них — Віктор Бобек, Іван Іванчич, Симон Кос та Іван Ваднал — а також комуніст Пінко Томажич були страчені в Опіцині біля Трієста цього ж року. У квітні 1941 під час вторгнення держав Осі в Югославію організація була знешкоджена італійською та німецькою таємною поліцією, а більша частина видатних її членів була заслана до концентраційних таборів, знищена або видворена.
Під час Другої світової війни багато членів ТІГРу приєдналося до партизанського руху, хоча сама організація не була запрошена до Визвольного фронту словенського народу.

## Після війни

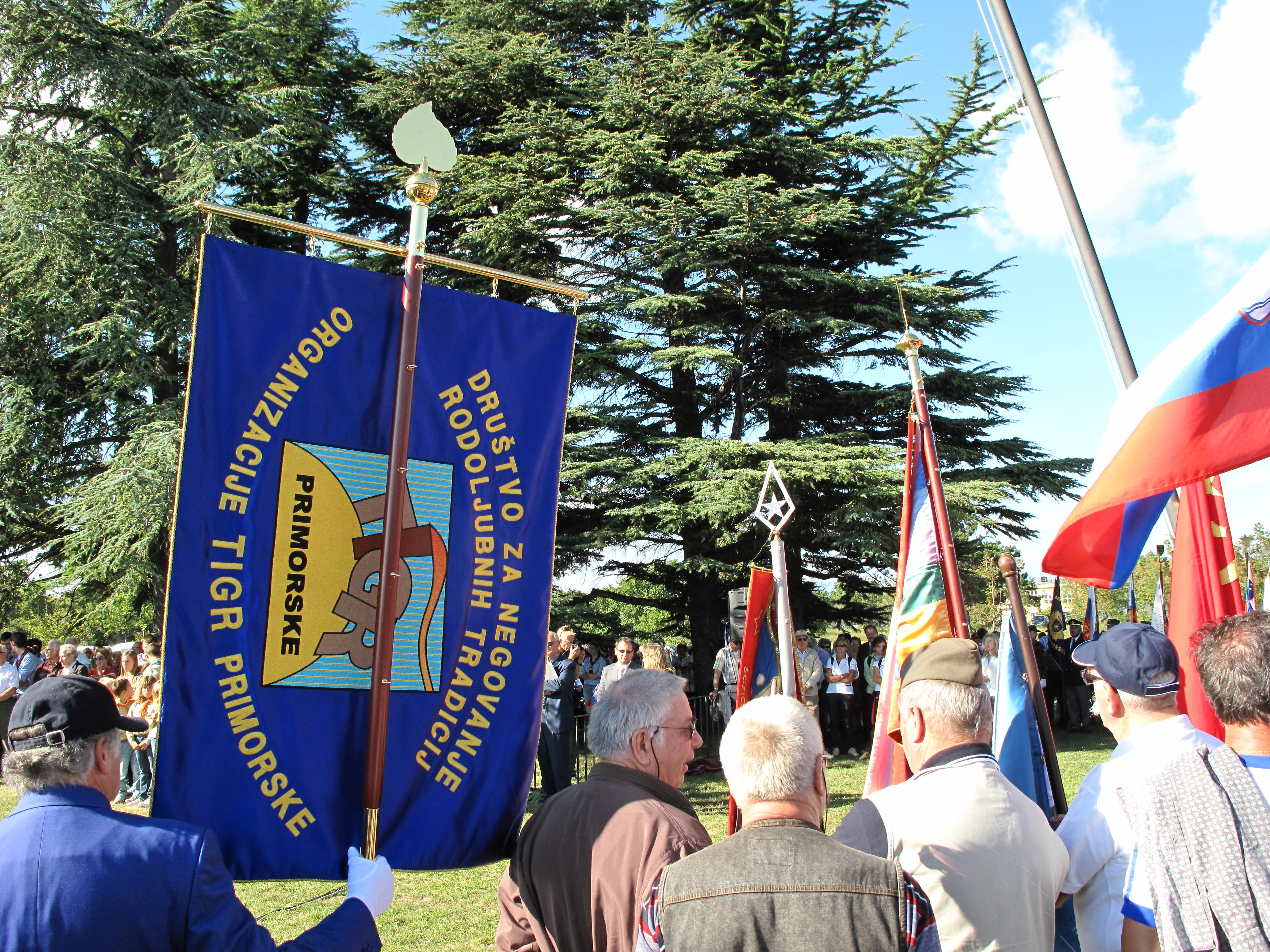
Члени Патріотичної Асоціації ТІГР неподалік Трієста

Після встановлення комуністичного режиму в Югославії у 1945 більшість колишніх членів ТІГРу зникла з публічного життя. Таємна поліція Югославії продовжувала таємно спостерігати за деякими членами організації до 1970-х. Згадки про їхню діяльність були видалені з офіційних історичних документів.
Наприкінці 1970-х почали з'являтися матеріали, в яких висвітлюється діяльність ТІГРу. Однак лише у 1980-х їхня діяльність почала переглядатися в позитивну сторону, на цю тему було написано декілька історичних книжок.
Протягом 1990-х історія організації все більше переходила в публічну площину та почала обговорюватися. У 1994 у Постойні була сформована Патріотична асоціація ТІГР, яка стала відігравати головну роль у формуванні позитивної оцінки діяльності організації ТІГР.
У 1997 на урочистостях з нагоди 50-річчя приєднання Словенського Примор'я до Соціалістичної Республіки Словенія тодішній президент Словенії Мілан Кучан символічно відзначив ТІГР Золотим знаком честі та свободи Республіки Словенія (словен. Zlati častni znak svobode Republike Slovenije) — найвищою відзнакою держави.
Починаючи з 1990-х на честь діячів ТІГР було споруджено багато пам'ятників та меморіальних таблиць.

## Видатні діячі
- Альберт Реєц
- Зорко Єлінчич
- Данило Зелен
- Фердо Краванья
- Фран Марушич
- Дорче Сардоч
- Звонімір Мілош
- Юст Годніч
- Тоне Чернач
- Фердо Бідовець
- Алойз Валенчич
- Іван Іванчич
- Андрей Манфреда
- Векослав Шпангер
- Драго Жер'ял
- Володимир Гортан
- Йоже Деклева
- Йоже Ваднял
- Мірко Бровч
- Франк Кавс
- Антон Майнік
- Макс Реєц
- Рудольф Уршич
- Віктор Бобек

## Люди, пов'язані з ТІГРом
- Цирил Космач, письменник
- Володимир Бартол, письменник
- Станко Вук, громадський діяч
- Пінко Томажич, комуністичний діяч
- Іван Марія Чок, словенський політичний імігрант у Югославії